# Everton Dias
Everton Macedo Dias (San Paolo, 4 giugno 1990) è un calciatore brasiliano, centrocampista del São Caetano.

## Carriera
Ha giocato nella massima serie bulgara e nella seconda divisione brasiliana.